# 16
Cette page concerne l'année 16  du calendrier julien. Pour l'année 16 av. J.-C., voir 16 av. J.-C. Pour le nombre 16, voir 16 (nombre).
L'année 16 est une année bissextile qui commence un mercredi.

## Événements
- Été : une armée romaine commandée par Germanicus (90 000 hommes embarqués sur une flotte de mille navires) remporte une victoire à Idistaviso sur les rives de la Weser sur le chef de guerre germain Arminius et capture sa femme Thusnelda. Au retour, sa flotte est partiellement détruite par la tempête[1].
- Hiver : Germanicus est rappelé à Rome, où il reçoit les honneurs du triomphe en 17 et un second consulat pour 18[2].

- Le sénateur Quintus Haterius propose d’interdire de servir la nourriture dans des récipients en or massif, et de proscrire le port de vêtement en soie par les hommes. Caius Asinius Gallus lui apporte la contradiction, et Tibère suspend le débat[3].
- Érection de l'Arc de triomphe de Tibère sur le Forum, pour célébrer les succès de Germanicus en Germanie[4].

## Naissances
- Eléazar fils d’Anne, grand-prêtre de Jérusalem (16-17)[5].
- (16 septembre) Julia Drusilla (Fille de Germanicus)

## Décès
- Seius Strabo, préfet du prétoire. Son fils Séjan, déjà associé à son père, lui succède. > 31
- Chariovald, chef batave.

## Musique
- 16, groupe américain de sludge metal, originaire de Santa Ana, en Californie.